# Championnat du monde féminin de curling 2002
Navigation
Édition précédente Édition suivante
Le Championnat du monde féminin de curling 2002 (nom officiel : Ford World Men's Curling Championship) est le 24e championnat du monde féminin de curling.

Il a été organisé aux États-Unis dans la ville de Bismarck dans le Bismarck Civic Center du 6 au 14 avril 2002.

## Équipes
| Canada | Danemark | Allemagne | Corée du Sud |
| --- | --- | --- | --- |
| Mayflower CC, Halifax, Nova Scotia Skip: Colleen Jones Third: Kim Kelly Second: Mary-Anne Waye Lead: Nancy Delahunt Remplaçante: Laine Peters | Hvidovre CC Skip: Lene Bidstrup Third: Susanne Slotsager Second: Malene Krause Lead: Avijaja Lund Nielsen Remplaçante: Jane Bidstrup              | SC Riessersee, Garmisch-Partenkirchen Skip: Natalie Nessler Third: Sabine Belkofer Second: Heike Schwaller Lead: Andrea Stock Remplaçante: Katja Weisser | Seoul CC Skip: Mi-Yeon Kim Third: Hyun-Jung Lee Second: Mi-Sung Shin Lead: Ji-Hyun Park                                                    |
| Norvège | Russie | Écosse | Suède |
| Snarøen CC, Oslo Skip: Dordi Nordby Third: Hanne Woods Second: Marianne Haslum Lead: Camilla Holth Remplaçante: Trine Trulsen Vågberg         | Moskvitch CC, Moscow Skip: Olga Jarkova Third: Nkeiruka Ezekh Second: Yana Nekrosova Lead: Anastassia Skoultan Remplaçante: Angela Tuvaeva        | Laurencekirk CC, Aberdeen Skip: Jackie Lockhart Third: Sheila Swan Second: Katriona Fairweather Lead: Anne Laird Remplaçante: Edith Loudon               | Svegs CK Fourth: Maria Engholm Third: Margaretha Sigfridsson Second: Annette Jörnlind Lead: Anna-Kari Lindholm Remplaçante: Ulrika Bergman |
| Suisse | États-Unis | | |
| Zug CC Skip: Manuela Kormann Third: Andrea Stöckli Second: Christina Schönbächler Lead: Jeannine Probst Remplaçante: Pascale Zenerino         | Madison CC, Wisconsin Skip: Patti Lank Third: Erika Brown Oriedo Second: Allison Pottinger Lead: Natalie Nicholson Remplaçante: Nicole Joraanstad | | |

## Classement
| Pays           | Skip                   | V | D |
| -------------- | ---------------------- | - | - |
| Écosse         | Jackie Lockhart        | 7 | 2 |
| Suède          | Margaretha Sigfridsson | 6 | 3 |
| Norvège        | Dordi Nordby           | 6 | 3 |
| Canada         | Colleen Jones          | 5 | 4 |
| Danemark       | Lene Bidstrup          | 5 | 4 |
| Suisse         | Manuela Kormann        | 5 | 4 |
| Russie         | Olga Jarkova           | 4 | 5 |
| États-Unis     | Patti Lank             | 4 | 5 |
| Allemagne      | Nathalie Neßler        | 3 | 6 |
| Corée du Sud # | Kim Mi-Yeon            | 0 | 9 |

*Légende:
V = Victoire - D = Défaite
# = première apparition

## Résultats

### Match 1
| Équipes          | 1 | 2 | 3 | 4 | 5 | 6 | 7 | 8 | 9 | 10 | Total |
| ---------------- | - | - | - | - | - | - | - | - | - | -- | ----- |
| Suisse (Kormann) | – | – | – | – | – | – | – | – | – | –  | 4     |
| Canada (Jones)   | – | – | – | – | – | – | – | – | – | –  | 7     |

| Équipes             | 1 | 2 | 3 | 4 | 5 | 6 | 7 | 8 | 9 | 10 | Total |
| ------------------- | - | - | - | - | - | - | - | - | - | -- | ----- |
| États-Unis (Lank)   | – | – | – | – | – | – | – | – | – | –  | 5     |
| Danemark (Bidstrup) | – | – | – | – | – | – | – | – | – | –  | 9     |

| Équipes                | 1 | 2 | 3 | 4 | 5 | 6 | 7 | 8 | 9 | 10 | Total |
| ---------------------- | - | - | - | - | - | - | - | - | - | -- | ----- |
| Suède (Sigfridsson)    | – | – | – | – | – | – | – | – | – | –  | 7     |
| Corée du Sud (Mi-Yeon) | – | – | – | – | – | – | – | – | – | –  | 3     |

| Équipes            | 1 | 2 | 3 | 4 | 5 | 6 | 7 | 8 | 9 | 10 | Total |
| ------------------ | - | - | - | - | - | - | - | - | - | -- | ----- |
| Norvège (Nordby)   | – | – | – | – | – | – | – | – | – | –  | 6     |
| Allemagne (Neßler) | – | – | – | – | – | – | – | – | – | –  | 4     |

| Équipes           | 1 | 2 | 3 | 4 | 5 | 6 | 7 | 8 | 9 | 10 | Total |
| ----------------- | - | - | - | - | - | - | - | - | - | -- | ----- |
| Écosse (Lockhart) | – | – | – | – | – | – | – | – | – | –  | 12    |
| Russie (Jarkova)  | – | – | – | – | – | – | – | – | – | –  | 5     |

### Match 2
| Équipes           | 1 | 2 | 3 | 4 | 5 | 6 | 7 | 8 | 9 | 10 | Total |
| ----------------- | - | - | - | - | - | - | - | - | - | -- | ----- |
| Écosse (Lockhart) | – | – | – | – | – | – | – | – | – | –  | 9     |
| États-Unis (Lank) | – | – | – | – | – | – | – | – | – | –  | 2     |

| Équipes                | 1 | 2 | 3 | 4 | 5 | 6 | 7 | 8 | 9 | 10 | Total |
| ---------------------- | - | - | - | - | - | - | - | - | - | -- | ----- |
| Corée du Sud (Mi-Yeon) | – | – | – | – | – | – | – | – | – | –  | 5     |
| Russie (Jarkova)       | – | – | – | – | – | – | – | – | – | –  | 13    |

| Équipes          | 1 | 2 | 3 | 4 | 5 | 6 | 7 | 8 | 9 | 10 | Total |
| ---------------- | - | - | - | - | - | - | - | - | - | -- | ----- |
| Suisse (Kormann) | – | – | – | – | – | – | – | – | – | –  | 8     |
| Norvège (Nordby) | – | – | – | – | – | – | – | – | – | –  | 6     |

| Équipes             | 1 | 2 | 3 | 4 | 5 | 6 | 7 | 8 | 9 | 10 | Total |
| ------------------- | - | - | - | - | - | - | - | - | - | -- | ----- |
| Suède (Sigfridsson) | – | – | – | – | – | – | – | – | – | –  | 5     |
| Canada (Jones)      | – | – | – | – | – | – | – | – | – | –  | 6     |

| Équipes             | 1 | 2 | 3 | 4 | 5 | 6 | 7 | 8 | 9 | 10 | Total |
| ------------------- | - | - | - | - | - | - | - | - | - | -- | ----- |
| Danemark (Bidstrup) | – | – | – | – | – | – | – | – | – | –  | 8     |
| Allemagne (Neßler)  | – | – | – | – | – | – | – | – | – | –  | 7     |

### Match 3
| Équipes            | 1 | 2 | 3 | 4 | 5 | 6 | 7 | 8 | 9 | 10 | Total |
| ------------------ | - | - | - | - | - | - | - | - | - | -- | ----- |
| Allemagne (Neßler) | – | – | – | – | – | – | – | – | – | –  | 5     |
| Russie (Jarkova)   | – | – | – | – | – | – | – | – | – | –  | 9     |

| Équipes          | 1 | 2 | 3 | 4 | 5 | 6 | 7 | 8 | 9 | 10 | Total |
| ---------------- | - | - | - | - | - | - | - | - | - | -- | ----- |
| Canada (Jones)   | – | – | – | – | – | – | – | – | – | –  | 4     |
| Norvège (Nordby) | – | – | – | – | – | – | – | – | – | –  | 9     |

| Équipes             | 1 | 2 | 3 | 4 | 5 | 6 | 7 | 8 | 9 | 10 | Total |
| ------------------- | - | - | - | - | - | - | - | - | - | -- | ----- |
| Danemark (Bidstrup) | – | – | – | – | – | – | – | – | – | –  | 2     |
| Écosse (Lockhart)   | – | – | – | – | – | – | – | – | – | –  | 8     |

| Équipes                | 1 | 2 | 3 | 4 | 5 | 6 | 7 | 8 | 9 | 10 | Total |
| ---------------------- | - | - | - | - | - | - | - | - | - | -- | ----- |
| Corée du Sud (Mi-Yeon) | – | – | – | – | – | – | – | – | – | –  | 5     |
| États-Unis (Lank)      | – | – | – | – | – | – | – | – | – | –  | 12    |

| Équipes             | 1 | 2 | 3 | 4 | 5 | 6 | 7 | 8 | 9 | 10 | Total |
| ------------------- | - | - | - | - | - | - | - | - | - | -- | ----- |
| Suède (Sigfridsson) | – | – | – | – | – | – | – | – | – | –  | 2     |
| États-Unis (Lank)   | – | – | – | – | – | – | – | – | – | –  | 11    |

### Match 4
| Équipes             | 1 | 2 | 3 | 4 | 5 | 6 | 7 | 8 | 9 | 10 | Total |
| ------------------- | - | - | - | - | - | - | - | - | - | -- | ----- |
| Canada (Jones)      | – | – | – | – | – | – | – | – | – | –  | 6     |
| Danemark (Bidstrup) | – | – | – | – | – | – | – | – | – | –  | 9     |

| Équipes             | 1 | 2 | 3 | 4 | 5 | 6 | 7 | 8 | 9 | 10 | Total |
| ------------------- | - | - | - | - | - | - | - | - | - | -- | ----- |
| Suède (Sigfridsson) | – | – | – | – | – | – | – | – | – | –  | 9     |
| États-Unis (Lank)   | – | – | – | – | – | – | – | – | – | –  | 5     |

| Équipes           | 1 | 2 | 3 | 4 | 5 | 6 | 7 | 8 | 9 | 10 | Total |
| ----------------- | - | - | - | - | - | - | - | - | - | -- | ----- |
| États-Unis (Lank) | – | – | – | – | – | – | – | – | – | –  | 6     |
| Russie (Jarkova)  | – | – | – | – | – | – | – | – | – | –  | 10    |

| Équipes            | 1 | 2 | 3 | 4 | 5 | 6 | 7 | 8 | 9 | 10 | Total |
| ------------------ | - | - | - | - | - | - | - | - | - | -- | ----- |
| Allemagne (Neßler) | – | – | – | – | – | – | – | – | – | –  | 5     |
| Écosse (Lockhart)  | – | – | – | – | – | – | – | – | – | –  | 6     |

| Équipes                | 1 | 2 | 3 | 4 | 5 | 6 | 7 | 8 | 9 | 10 | Total |
| ---------------------- | - | - | - | - | - | - | - | - | - | -- | ----- |
| Norvège (Nordby)       | – | – | – | – | – | – | – | – | – | –  | 11    |
| Corée du Sud (Mi-Yeon) | – | – | – | – | – | – | – | – | – | –  | 2     |

### Match 5
| Équipes             | 1 | 2 | 3 | 4 | 5 | 6 | 7 | 8 | 9 | 10 | Total |
| ------------------- | - | - | - | - | - | - | - | - | - | -- | ----- |
| Suède (Sigfridsson) | – | – | – | – | – | – | – | – | – | –  | 10    |
| Écosse (Lockhart)   | – | – | – | – | – | – | – | – | – | –  | 8     |

| Équipes                | 1 | 2 | 3 | 4 | 5 | 6 | 7 | 8 | 9 | 10 | Total |
| ---------------------- | - | - | - | - | - | - | - | - | - | -- | ----- |
| Danemark (Bidstrup)    | – | – | – | – | – | – | – | – | – | –  | 7     |
| Corée du Sud (Mi-Yeon) | – | – | – | – | – | – | – | – | – | –  | 6     |

| Équipes            | 1 | 2 | 3 | 4 | 5 | 6 | 7 | 8 | 9 | 10 | Total |
| ------------------ | - | - | - | - | - | - | - | - | - | -- | ----- |
| Canada (Jones)     | – | – | – | – | – | – | – | – | – | –  | 3     |
| Allemagne (Neßler) | – | – | – | – | – | – | – | – | – | –  | 9     |

| Équipes           | 1 | 2 | 3 | 4 | 5 | 6 | 7 | 8 | 9 | 10 | Total |
| ----------------- | - | - | - | - | - | - | - | - | - | -- | ----- |
| États-Unis (Lank) | – | – | – | – | – | – | – | – | – | –  | 2     |
| Norvège (Nordby)  | – | – | – | – | – | – | – | – | – | –  | 10    |

| Équipes          | 1 | 2 | 3 | 4 | 5 | 6 | 7 | 8 | 9 | 10 | Total |
| ---------------- | - | - | - | - | - | - | - | - | - | -- | ----- |
| Russie (Jarkova) | – | – | – | – | – | – | – | – | – | –  | 9     |
| Suisse (Kormann) | – | – | – | – | – | – | – | – | – | –  | 7     |

### Match 6
| Équipes          | 1 | 2 | 3 | 4 | 5 | 6 | 7 | 8 | 9 | 10 | Total |
| ---------------- | - | - | - | - | - | - | - | - | - | -- | ----- |
| Russie (Jarkova) | – | – | – | – | – | – | – | – | – | –  | 2     |
| Norvège (Nordby) | – | – | – | – | – | – | – | – | – | –  | 6     |

| Équipes            | 1 | 2 | 3 | 4 | 5 | 6 | 7 | 8 | 9 | 10 | Total |
| ------------------ | - | - | - | - | - | - | - | - | - | -- | ----- |
| Suisse (Kormann)   | – | – | – | – | – | – | – | – | – | –  | 12    |
| Allemagne (Neßler) | – | – | – | – | – | – | – | – | – | –  | 3     |

| Équipes                | 1 | 2 | 3 | 4 | 5 | 6 | 7 | 8 | 9 | 10 | Total |
| ---------------------- | - | - | - | - | - | - | - | - | - | -- | ----- |
| Corée du Sud (Mi-Yeon) | – | – | – | – | – | – | – | – | – | –  | 7     |
| États-Unis (Lank)      | – | – | – | – | – | – | – | – | – | –  | 9     |

| Équipes             | 1 | 2 | 3 | 4 | 5 | 6 | 7 | 8 | 9 | 10 | Total |
| ------------------- | - | - | - | - | - | - | - | - | - | -- | ----- |
| Danemark (Bidstrup) | – | – | – | – | – | – | – | – | – | –  | 7     |
| Suède (Sigfridsson) | – | – | – | – | – | – | – | – | – | –  | 8     |

| Équipes           | 1 | 2 | 3 | 4 | 5 | 6 | 7 | 8 | 9 | 10 | Total |
| ----------------- | - | - | - | - | - | - | - | - | - | -- | ----- |
| Canada (Jones)    | – | – | – | – | – | – | – | – | – | –  | 4     |
| Écosse (Lockhart) | – | – | – | – | – | – | – | – | – | –  | 6     |

### Match 7
| Équipes           | 1 | 2 | 3 | 4 | 5 | 6 | 7 | 8 | 9 | 10 | Total |
| ----------------- | - | - | - | - | - | - | - | - | - | -- | ----- |
| États-Unis (Lank) | – | – | – | – | – | – | – | – | – | –  | 7     |
| Suisse (Kormann)  | – | – | – | – | – | – | – | – | – | –  | 6     |

| Équipes          | 1 | 2 | 3 | 4 | 5 | 6 | 7 | 8 | 9 | 10 | Total |
| ---------------- | - | - | - | - | - | - | - | - | - | -- | ----- |
| Russie (Jarkova) | – | – | – | – | – | – | – | – | – | –  | 7     |
| Canada (Jones)   | – | – | – | – | – | – | – | – | – | –  | 8     |

| Équipes             | 1 | 2 | 3 | 4 | 5 | 6 | 7 | 8 | 9 | 10 | Total |
| ------------------- | - | - | - | - | - | - | - | - | - | -- | ----- |
| Norvège (Nordby)    | – | – | – | – | – | – | – | – | – | –  | 9     |
| Danemark (Bidstrup) | – | – | – | – | – | – | – | – | – | –  | 5     |

| Équipes                | 1 | 2 | 3 | 4 | 5 | 6 | 7 | 8 | 9 | 10 | Total |
| ---------------------- | - | - | - | - | - | - | - | - | - | -- | ----- |
| Écosse (Lockhart)      | – | – | – | – | – | – | – | – | – | –  | 5     |
| Corée du Sud (Mi-Yeon) | – | – | – | – | – | – | – | – | – | –  | 4     |

| Équipes             | 1 | 2 | 3 | 4 | 5 | 6 | 7 | 8 | 9 | 10 | Total |
| ------------------- | - | - | - | - | - | - | - | - | - | -- | ----- |
| Allemagne (Neßler)  | – | – | – | – | – | – | – | – | – | –  | 7     |
| Suède (Sigfridsson) | – | – | – | – | – | – | – | – | – | –  | 4     |

### Match 8
| Équipes                | 1 | 2 | 3 | 4 | 5 | 6 | 7 | 8 | 9 | 10 | Total |
| ---------------------- | - | - | - | - | - | - | - | - | - | -- | ----- |
| Corée du Sud (Mi-Yeon) | – | – | – | – | – | – | – | – | – | –  | 4     |
| Allemagne (Neßler)     | – | – | – | – | – | – | – | – | – | –  | 8     |

| Équipes           | 1 | 2 | 3 | 4 | 5 | 6 | 7 | 8 | 9 | 10 | Total |
| ----------------- | - | - | - | - | - | - | - | - | - | -- | ----- |
| Norvège (Nordby)  | – | – | – | – | – | – | – | – | – | –  | 6     |
| Écosse (Lockhart) | – | – | – | – | – | – | – | – | – | –  | 7     |

| Équipes             | 1 | 2 | 3 | 4 | 5 | 6 | 7 | 8 | 9 | 10 | Total |
| ------------------- | - | - | - | - | - | - | - | - | - | -- | ----- |
| Russie (Jarkova)    | – | – | – | – | – | – | – | – | – | –  | 7     |
| Suède (Sigfridsson) | – | – | – | – | – | – | – | – | – | –  | 8     |

| Équipes           | 1 | 2 | 3 | 4 | 5 | 6 | 7 | 8 | 9 | 10 | Total |
| ----------------- | - | - | - | - | - | - | - | - | - | -- | ----- |
| Canada (Jones)    | – | – | – | – | – | – | – | – | – | –  | 6     |
| États-Unis (Lank) | – | – | – | – | – | – | – | – | – | –  | 4     |

| Équipes             | 1 | 2 | 3 | 4 | 5 | 6 | 7 | 8 | 9 | 10 | Total |
| ------------------- | - | - | - | - | - | - | - | - | - | -- | ----- |
| Suisse (Kormann)    | – | – | – | – | – | – | – | – | – | –  | 7     |
| Danemark (Bidstrup) | – | – | – | – | – | – | – | – | – | –  | 5     |

### Match 9
| Équipes             | 1 | 2 | 3 | 4 | 5 | 6 | 7 | 8 | 9 | 10 | Total |
| ------------------- | - | - | - | - | - | - | - | - | - | -- | ----- |
| Norvège (Nordby)    | – | – | – | – | – | – | – | – | – | –  | 3     |
| Suède (Sigfridsson) | – | – | – | – | – | – | – | – | – | –  | 7     |

| Équipes            | 1 | 2 | 3 | 4 | 5 | 6 | 7 | 8 | 9 | 10 | Total |
| ------------------ | - | - | - | - | - | - | - | - | - | -- | ----- |
| Allemagne (Neßler) | – | – | – | – | – | – | – | – | – | –  | 2     |
| États-Unis (Lank)  | – | – | – | – | – | – | – | – | – | –  | 8     |

| Équipes           | 1 | 2 | 3 | 4 | 5 | 6 | 7 | 8 | 9 | 10 | Total |
| ----------------- | - | - | - | - | - | - | - | - | - | -- | ----- |
| Écosse (Lockhart) | – | – | – | – | – | – | – | – | – | –  | 5     |
| Suisse (Kormann)  | – | – | – | – | – | – | – | – | – | –  | 9     |

| Équipes             | 1 | 2 | 3 | 4 | 5 | 6 | 7 | 8 | 9 | 10 | Total |
| ------------------- | - | - | - | - | - | - | - | - | - | -- | ----- |
| Russie (Jarkova)    | – | – | – | – | – | – | – | – | – | –  | 5     |
| Danemark (Bidstrup) | – | – | – | – | – | – | – | – | – | –  | 8     |

| Équipes                | 1 | 2 | 3 | 4 | 5 | 6 | 7 | 8 | 9 | 10 | Total |
| ---------------------- | - | - | - | - | - | - | - | - | - | -- | ----- |
| Corée du Sud (Mi-Yeon) | – | – | – | – | – | – | – | – | – | –  | 6     |
| Canada (Jones)         | – | – | – | – | – | – | – | – | – | –  | 8     |

### Tie break

#### Tie break 1
| Équipes             | 1 | 2 | 3 | 4 | 5 | 6 | 7 | 8 | 9 | 10 | Total |
| ------------------- | - | - | - | - | - | - | - | - | - | -- | ----- |
| Danemark (Bidstrup) | – | – | – | – | – | – | – | – | – | –  | 5     |
| Suisse (Kormann)    | – | – | – | – | – | – | – | – | – | –  | 10    |

#### Tie break 2
| Équipes          | 1 | 2 | 3 | 4 | 5 | 6 | 7 | 8 | 9 | 10 | Total |
| ---------------- | - | - | - | - | - | - | - | - | - | -- | ----- |
| Canada (Jones)   | – | – | – | – | – | – | – | – | – | –  | 6     |
| Suisse (Kormann) | – | – | – | – | – | – | – | – | – | –  | 5     |

### Playoffs
|  | Demi-finales | Demi-finales |        |   | Finale | Finale |
|  | Demi-finales | Demi-finales |        |   | Finale | Finale |
|  |              |              |        |   |        |        |
|  |              |              |        |   |        |        |
|  |              |              |        |   |        |        |
|  | Écosse       | 5            |        |   |        |        |
|  | Écosse       | 5            |        |   |        |        |
|  | Canada       | 4            |        |   |        |        |
|  | Canada       | 4            | Écosse | 6 |        |        |
|  |              |              | Écosse | 6 |        |        |
|  |              | Suède        | 5      |   |        |        |
|  | Suède        | Suède        | 5      | 7 |        |        |
|  | Suède        |              |        | 7 |        |        |
|  | Norvège      | 6            |        |   |        |        |
|  | Norvège      | 6            |        |   |        |        |

|  | Médaille de Bronze |         |   |
|  |                    |         |   |
|  | Norvège            | Norvège | 8 |
|  | Canada             | Canada  | 6 |

#### Demi-finale
| Équipes          | 1 | 2 | 3 | 4 | 5 | 6 | 7 | 8 | 9 | 10 | Total |
| ---------------- | - | - | - | - | - | - | - | - | - | -- | ----- |
| Norvège (Nordby) | 0 | 1 | 0 | 0 | 1 | 1 | 1 | 3 | 1 | 1  | 8     |
| Canada (Jones)   | 1 | 0 | 3 | 2 | 0 | 0 | 0 | 0 | 0 | 0  | 6     |

#### Finale
| Équipes             | 1 | 2 | 3 | 4 | 5 | 6 | 7 | 8 | 9 | 10 | Total |
| ------------------- | - | - | - | - | - | - | - | - | - | -- | ----- |
| Suède (Sigfridsson) | 0 | 0 | 0 | 1 | 0 | 0 | 3 | 0 | 1 | 0  | 5     |
| Écosse (Lockhart)   | 0 | 0 | 0 | 0 | 0 | 3 | 0 | 2 | 0 | 1  | 6     |

| Champion du monde de curling 2002 |
| --------------------------------- |
| Écosse 1er titre                  |